# Joseph King Fenno Mansfield
Joseph King Fenno Mansfield (22 de desembre de 1803 - 18 de setembre de 1862) fou un oficial de carrera de l'Exèrcit dels Estats Units, enginyer civil i a la Guerra Civil dels Estats Units general de l'exèrcit de la Unió. Fou ferit mortalment a la batalla d'Antietam.